# Cristina Baldaia
Cristina Baldaia (Águeda, 21. lipnja 1965.), portugalska pjevačica. Najpoznatoja je po nastupu na Euroviziji 1990. Na Festivalu da Canção, portugalskom natjecanju za predstavnika na Pjesmi Eurovizije, je nastupala 1988. s pjesmom "Se calhar", ali se nije uspjela plasirati u finale natjecanja. Ponovno se natjecala 1990. s pjesmom  "Há sempre alguém", te je prošla na Euroviziju. Na Euroviziji je završila 20., a bodove je dobila samo od Luksemburga i Ujedinjenog Kraljevstva. Pjesma nije postala popularna u Portugalu. 1992. je izdala prvi album koji se zvao Tu vais ver. 1994. je izdala uspješniji album koji se zvao Todos me querem. 2009. je ponovno nastupala na Festivalu da Canção, te završila četvrta.